# John Williams Calkin

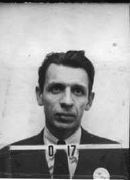
Foto des Buttons von Calkin in Los Alamos.

John Williams Calkin, genannt Jack,  (* 11. Oktober 1909 in New Rochelle, New York; † 5. August 1964) war ein US-amerikanischer Mathematiker, der sich mit Funktionalanalysis befasste.
Calkin erhielt 1933 seinen Bachelor-Abschluss an der Columbia University und 1934 seinen Master-Abschluss an der Harvard University, an der er 1937 bei Marshall Stone promoviert wurde (Applications of the Theory of Hilbert Space to Partial Differential Equations; the Self-Adjoint Transformations in Hilbert Space Associated with a Formal Partial Differential Operator of the Second Order and Elliptic Type). 1937 ging er ans Institute for Advanced Study, wo er mit Oswald Veblen und John von Neumann arbeitete. Später war er Assistant Professor an der University of New Hampshire und am Illinois Institute of Technology in Chicago. Im Zweiten Weltkrieg arbeitete er mit John von Neumann (als dessen Assistent) zum Beispiel über Analyse des Seeminenkrieges (beteiligt waren auch Joseph Doob und Marshall Stone) und die Auswirkungen von Stosswellen bei Explosionen und probabilistische Analyse von Bombardierungsmustern. In dieser Funktion reiste er mit von Neumann nach England und ging mit ihm nach Los Alamos ins Manhattan Project. Er war auch an den Anfängen der Entwicklung der Wasserstoffbombe beteiligt. Von Los Alamos ging er 1946 als Guggenheim Fellow ans Caltech.
In der Funktionalanalysis ist die Calkin-Algebra nach ihm benannt.
Stanislaw Ulam, ein Kollege in Los Alamos, beschreibt ihn als groß, gut aussehend, mit mehr Savoir-faire als die meisten Mathematiker.
Er ist der Vater von Brant Calkin, Umweltaktivist in New Mexico und Utah und ehemaliger Präsident des Sierra Club.